# Fernando Fader

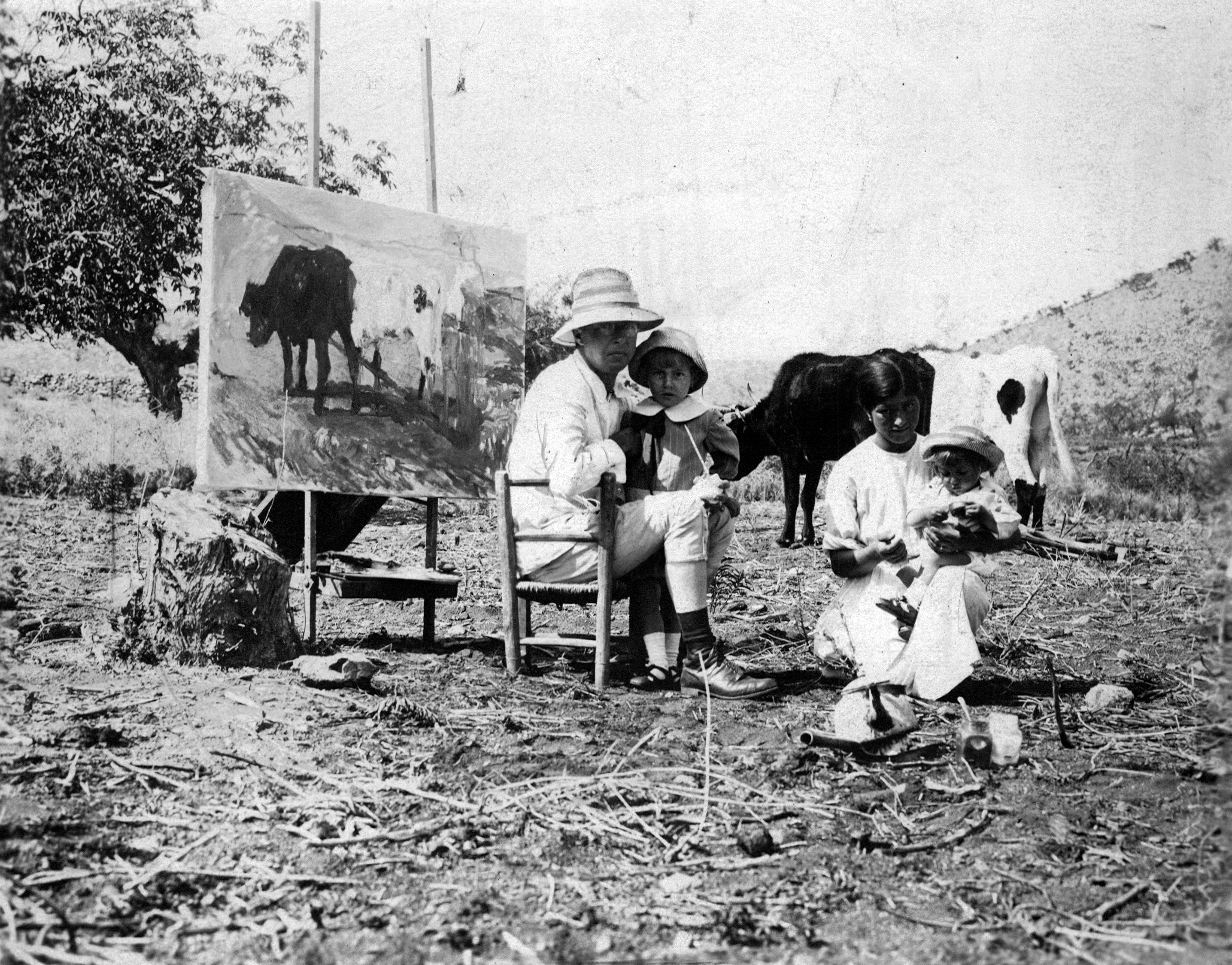
Fernando Fader trabajando al aire libre en Córdoba en 1917.

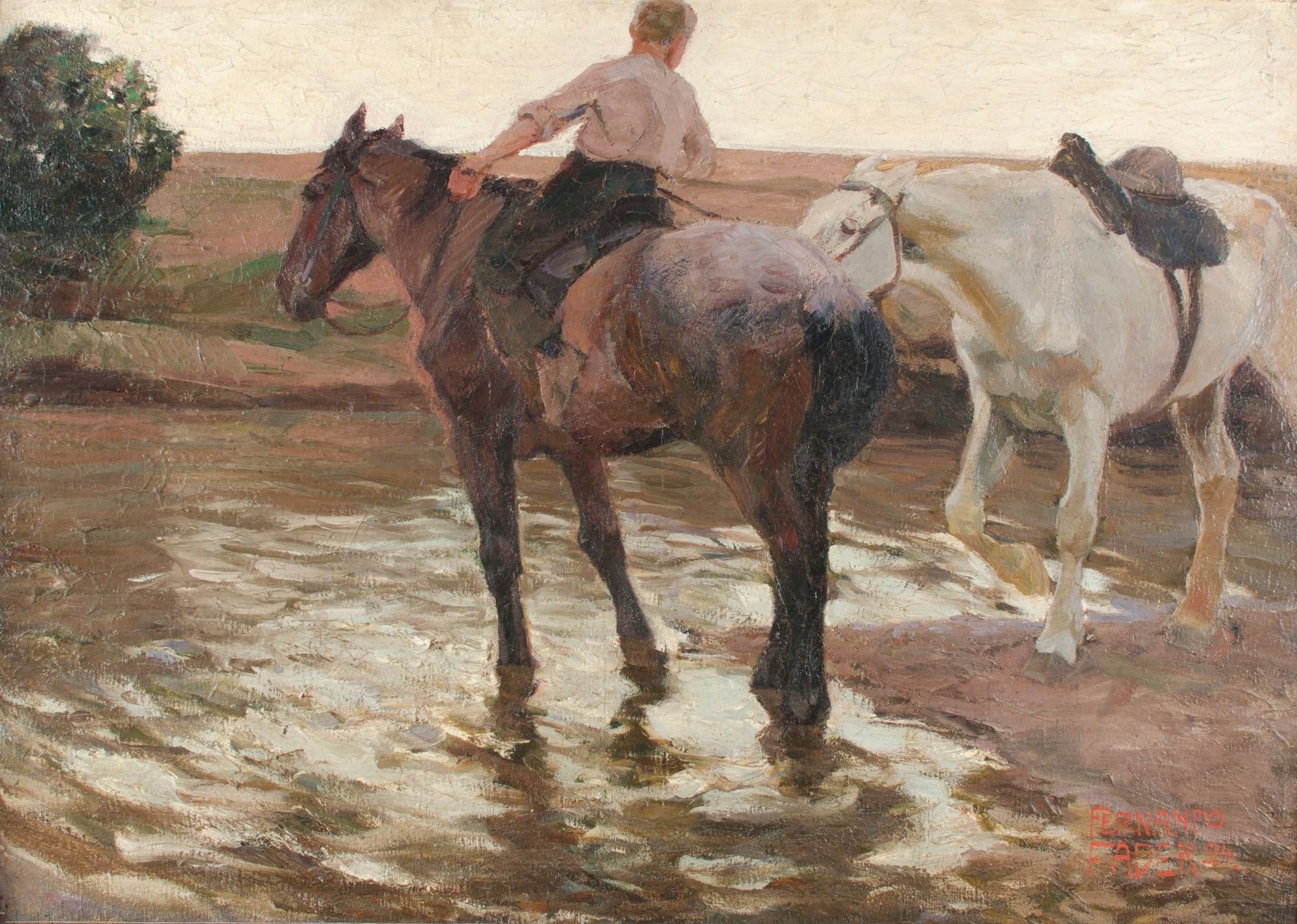
Caballos (1904), obra de Fernando Fader.

Fernando Fader (Burdeos, Francia, 11 de abril de 1882-Loza Corral, Córdoba, Argentina, 28 de febrero de 1935) fue un pintor y dibujante argentino nacido en Francia, principal seguidor del impresionismo alemán en su país.

## Biografía
Fernando Fader nació el 11 de abril de 1882, en Burdeos, Francia. En 1898 realizó sus primeras obras pictóricas, entre las que destaca el óleo El viejo piojoso.
Realiza estudios primarios en Francia y estudios secundarios en Alemania, en la Realschule del Palatinado del Rhin. Allí también estudia pintura con Heinrich von Zügel (1850-1941),  un partidario de la pintura al aire libre, cuyos ejes temáticos eran los animales y la concepción naturalista del paisaje, derivados de la escuela de Barbizón. En 1900 ganó una medalla de oro por su pintura "detrás del arco iris". En 1904 vuelve al país y en 1906 realiza su primera muestra en Argentina, que no tuvo éxito. 'Participó del grupo Nexus -de temática localista y técnica que vacilaba entre el impresionismo y el academicismo-, con Collivadino, Ripamonte, Bernaldo de Quirós y, marginalmente, Emilio Caraffa. Nexus presentó tres exposiciones que abrieron el camino al Salón de Primavera de 1911. Impulsado por su otra pasión, la ingeniería, invirtió toda su fortuna en una empresa hidráulica que lo llevó a la quiebra. Este duro momento económico coincidió con los primeros síntomas de tuberculosis, que lo llevaron a buscar el clima suave de las sierras (de Córdoba) en 1917 (hay otra versión que sitúa esta mudanza en 1916). Pintó en las Sierras de Achala e Ischilín, en poblaciones como Candelaria, La Higuera, Pocho, San Pedro Norte y San Francisco del Chañar.'3'"/
Entre sus múltiples retratos, óleos y acuarelas se destacan La mantilla, La madre y La liga azul, estas últimas expuestas en el V salón Nacional de 1915, así como La vida de un día, serie de ocho telas de (80x100 cm) en las que se representa el mismo paisaje con sus variantes de luz a lo largo del día, pintadas durante 1917. Esta serie está expuesta en el Museo Municipal de Bellas Artes de Rosario "Juan B. Castagnino". 
En su pintura se aprecian distintos periodos emocionales, como la etapa de interiores oscuros con predominio de los colores ocres y pardos y su otro momento de más luminosidad, donde la luz artificial cae sobre los objetos relacionando el color-luz con el objeto-luz. "Sus paisajes serranos son uno de los momentos culminantes de la historia de la pintura en Córdoba. Su última obra es de 1931'
Sus obras pueden apreciarse, entre otros lugares, en:
- El Museo Nacional de Bellas Artes de Buenos Aires
- El Museo Provincial de Bellas Artes "Emiliano Guiñazú". Casa de Fader, Mendoza
- Museo Municipal de Bellas Artes de Rosario "Juan B. Castagnino"

En 1914 después de su quiebra, se instala en Buenos Aires y presenta dos obras en el Salón Nacional. Con "La mantilla" comparte el premio Adquisición con Ernesto de La Cárcova.
En la exposición Internacional de California gana el primer premio con "La comida de los cerdos"